# The Big Thrill

The Big Thrill est le troisième album studio du groupe de power metal allemand Axxis. The Big Thrill paraît en mars 1993 sur le label AFM Records. 

## Compositions du groupe
- Bernhard Weiß : chants
- Harry Oellers : claviers
- Richard Michaelski : batterie
- Walter Pietsch : guitare
- Markus Gfeller : basse

## Liste des titres
1. "Better World - Livin'in the Dark"
2. "Against a Brick Wall"
3. "Stay don't Leave Me"
4. "Little War"
5. "No Advice"
6. "Love Doesn't Know Any Distance"
7. "Heaven's Seventh Train"
8. "Brother Moon"
9. "Waterdrop"
10. "The Wolf"
11. "Road to Never Neverland"